# Eerste divisie 2009/10
Het seizoen 2009/10 van de Eerste Divisie begon op 7 augustus 2009 en liep tot en met mei 2010. De kampioen promoveerde rechtstreeks naar de Eredivisie, terwijl acht andere teams in een play-off tegen elkaar en tegen de nummer 16 en 17 van de Eredivisie speelden. Het seizoen begon met twintig clubs, maar door het faillissement van Haarlem eindigde het met negentien deelnemers.
Voor het eerst sinds 1971 konden teams weer degraderen uit de Eerste Divisie. In dit overgangsseizoen naar de Topklasse zouden in eerste instantie twee clubs degraderen maar door het faillissement van Haarlem degradeerde nog maar één club. Dit bleek FC Oss te zijn.
Telstar tekende op 31 maart met succes beroep aan tegen de door de licentiecommissie van de KNVB opgelegde puntenaftrek. De club uit Velsen kreeg drie punten in mindering, omdat het de financiën over het seizoen 2008/09 niet op orde had.
De winterse transferperiode in het betaald voetbal verliep tamelijk geruisloos. De KNVB schreef in de periode van 4 januari tot en met 1 februari in totaal 95 spelers over; dat was een aanzienlijke daling ten opzichte van voorgaande jaren. Vorige winter veranderden nog 153 spelers van clubin 2008 lag dat aantal op 113. De grootste inkoper was opmerkelijk genoeg FC Oss. De club uit Noord-Brabant haalde maar liefst acht nieuwe spelers binnen.
Op 28 april, na afloop van de reguliere competitie, werd bekend dat BV Veendam niet meer aan zijn betalingsverplichtingen kon voldoen. De bewindvoerder heeft daarom bij de rechtbank in Groningen het faillissement van de club aangevraagd. Door het faillissement van BV Veendam op 12 mei leek FC Oss toch in de Jupiler League te kunnen blijven spelen, maar door de vernietiging van het faillissement van BV Veendam op 4 juni blijft FC Oss volgens de KNVB gedegradeerd naar de Topklasse.

## Clubs
De volgende teams spelen in de Eerste Divisie 2009/10.
| Club            | Plaats           | Stadion                             | Capac. | Begroting | Trainer                                        |
| --------------- | ---------------- | ----------------------------------- | ------ | --------- | ---------------------------------------------- |
| AGOVV Apeldoorn | Apeldoorn        | Stadion Berg & Bos                  | 3250   | 2.500.000 | John van den Brom                              |
| FC Den Bosch    | 's-Hertogenbosch | Stadion De Vliert                   | 9000   | 3.100.000 | Marc Brys                                      |
| SC Cambuur      | Leeuwarden       | Cambuurstadion                      | 10.200 | 4.100.000 | Stanley Menzo                                  |
| FC Dordrecht    | Dordrecht        | GN Bouw Stadion                     | 4235   | 2.100.000 | Gert Kruys                                     |
| FC Eindhoven    | Eindhoven        | Jan Louwers Stadion                 | 4600   | 1.500.000 | Jan Poortvliet                                 |
| FC Emmen        | Emmen            | Univé Stadion                       | 8600   | 3.200.000 | Harry Sinkgraven                               |
| Excelsior       | Rotterdam        | Stadion Woudestein                  | 3527   | 2.200.000 | Alex Pastoor                                   |
| Fortuna Sittard | Sittard-Geleen   | Trendwork Arena                     | 12.500 | 2.300.000 | Roger Reijners                                 |
| Go Ahead Eagles | Deventer         | De Adelaarshorst                    | 6700   | 3.200.000 | Andries Ulderink                               |
| De Graafschap   | Doetinchem       | De Vijverberg                       | 12.600 | 5.800.000 | Darije Kalezic                                 |
| Haarlem         | Haarlem          | Haarlemstadion                      | 3442   | 1.800.000 | Jan Zoutman                                    |
| Helmond Sport   | Helmond          | Stadion De Braak                    | 4200   | 2.600.000 | Jurgen Streppel                                |
| MVV             | Maastricht       | Geusselt                            | 10.000 | 3.400.000 | Paul Meulenberg interim (Fuat Çapa opgestapt)  |
| FC Omniworld    | Almere           | Mitsubishi Forklift-Stadion         | 3000   | 2.500.000 | Henk Wisman                                    |
| FC Oss          | Oss              | Heesen Yachts Stadion               | 4650   | 2.100.000 | Hans de Koning                                 |
| RBC Roosendaal  | Roosendaal       | MariFlex Stadion                    | 4995   | 3.600.000 | Rini Coolen                                    |
| Telstar         | Velsen           | Tata Steel Stadion                  | 3000   | 2.300.000 | Marcel Bout (Edward Metgod ontslagen)          |
| BV Veendam      | Veendam          | Gjaltema-stadion aan de Langeleegte | 5290   | 2.100.000 | Joop Gall                                      |
| FC Volendam     | Edam-Volendam    | Kras Stadion                        | 6000   | 4.100.000 | Johan Steur interim (Edward Sturing opgestapt) |
| FC Zwolle       | Zwolle           | FC Zwolle Stadion                   | 10.500 | 3.800.000 | Art Langeler (Jan Everse ontslagen)            |

## Uitslagen
|                 | AGO   | CAM   | DBO   | DOR   | EIN   | EMM   | EXC   | FSI   | GAE   | GRA   | HFC   | HSP   | MVV   | OMN   | RBC   | TEL   | OSS   | VEE   | VOL   | ZWO   |
| --------------- | ----- | ----- | ----- | ----- | ----- | ----- | ----- | ----- | ----- | ----- | ----- | ----- | ----- | ----- | ----- | ----- | ----- | ----- | ----- | ----- |
| AGOVV Apeldoorn |       | 3 – 4 | 2 – 0 | 0 – 2 | 4 – 1 | 3 – 1 | 4 – 2 | 1 – 0 | 1 – 1 | 2 – 2 | X     | 0 – 0 | 5 – 1 | 0 – 2 | 0 – 1 | 2 – 0 | 2 – 1 | 2 – 3 | 2 – 2 | 2 – 0 |
| SC Cambuur      | 1 – 1 |       | 1 – 0 | 3 – 0 | 3 – 1 | 1 – 0 | 1 – 2 | 2 – 1 | 0 – 0 | 1 – 1 | 4 – 1 | 2 – 0 | 1 – 1 | 4 – 2 | 1 – 1 | 1 – 1 | 8 – 1 | 1 – 0 | 3 – 0 | 3 – 0 |
| FC Den Bosch    | 1 – 0 | 2 – 4 |       | 2 – 1 | 1 – 1 | 4 – 4 | 2 – 3 | 3 – 1 | 1 – 1 | 0 – 3 | X     | 2 – 1 | 6 – 0 | 4 – 0 | 0 – 2 | 2 – 0 | 3 – 3 | 2 – 2 | 3 – 0 | 1 – 1 |
| FC Dordrecht    | 1 – 2 | 2 – 3 | 1 – 3 |       | 0 – 3 | 5 – 0 | 0 – 1 | 2 – 1 | 2 – 0 | 1 – 2 | X     | 0 – 1 | 1 – 4 | 1 – 0 | 2 – 0 | 0 – 3 | 0 – 1 | 0 – 1 | 3 – 2 | 0 – 3 |
| FC Eindhoven    | 3 – 1 | 3 – 1 | 1 – 1 | 0 – 8 |       | 1 – 2 | 4 – 4 | 2 – 2 | 1 – 2 | 2 – 6 | X     | 3 – 2 | 4 – 3 | 2 – 0 | 1 – 3 | 1 – 2 | 4 – 0 | 3 – 2 | 2 – 3 | 0 – 1 |
| FC Emmen        | 3 – 1 | 2 – 4 | 0 – 0 | 1 – 1 | 4 – 1 |       | 4 – 2 | 0 – 0 | 0 – 1 | 1 – 2 | X     | 1 – 3 | 2 – 1 | 1 – 3 | 0 – 4 | 3 – 2 | 3 – 3 | 2 – 2 | 2 – 4 | 0 – 3 |
| Excelsior       | 0 – 1 | 3 – 0 | 5 – 1 | 4 – 0 | 4 – 1 | 4 – 1 |       | 1 – 0 | 1 – 1 | 2 – 1 | 3 – 0 | 1 – 2 | 3 – 0 | 2 – 0 | 2 – 1 | 2 – 2 | 4 – 4 | 2 – 0 | 4 – 1 | 3 – 0 |
| Fortuna Sittard | 2 – 2 | 1 – 2 | 1 – 0 | 0 – 3 | 2 – 3 | 0 – 2 | 2 – 1 |       | 2 – 0 | 0 – 2 | 5 – 1 | 0 – 4 | 2 – 0 | 2 – 2 | 0 – 0 | 2 – 0 | 2 – 0 | 0 – 1 | 3 – 2 | 0 – 2 |
| Go Ahead Eagles | 0 – 0 | 1 – 2 | 4 – 1 | 1 – 2 | 2 – 3 | 0 – 2 | 1 – 0 | 2 – 0 |       | 1 – 0 | 3 – 2 | 3 – 2 | 4 – 0 | 2 – 0 | 3 – 1 | 3 – 1 | 2 – 1 | 3 – 0 | 0 – 0 | 1 – 0 |
| De Graafschap   | 3 – 5 | 3 – 0 | 1 – 1 | 2 – 0 | 3 – 0 | 2 – 3 | 3 – 1 | 2 – 0 | 3 – 2 |       | 4 – 1 | 4 – 0 | 2 – 1 | 4 – 0 | 0 – 0 | 2 – 1 | 4 – 0 | 3 – 0 | 4 – 1 | 1 – 4 |
| Haarlem         | 1 – 2 | 0 – 4 | 3 – 2 | 0 – 3 | 2 – 1 | 4 – 0 | 0 – 1 | X     | X     | X     |       | 1 – 4 | X     | X     | X     | X     | 1 – 1 | 1 – 6 | 1 – 2 | 1 – 2 |
| Helmond Sport   | 4 – 4 | 2 – 4 | 2 – 1 | 1 – 1 | 2 – 2 | 2 – 0 | 3 – 1 | 0 – 0 | 0 – 1 | 0 – 2 | X     |       | 2 – 4 | 2 – 1 | 3 – 0 | 0 – 1 | 3 – 1 | 4 – 1 | 5 – 2 | 2 – 0 |
| MVV             | 3 – 2 | 2 – 1 | 2 – 2 | 1 – 0 | 2 – 2 | 2 – 1 | 1 – 1 | 2 – 1 | 0 – 0 | 1 – 3 | 0 – 0 | 3 – 1 |       | 1 – 0 | 2 – 1 | 2 – 0 | 5 – 1 | 3 – 1 | 5 – 2 | 0 – 2 |
| FC Omniworld    | 1 – 2 | 1 – 5 | 3 – 4 | 1 – 1 | 3 – 1 | 3 – 1 | 2 – 5 | 0 – 0 | 2 – 0 | 0 – 5 | 4 – 2 | 1 – 0 | 1 – 1 |       | 0 – 2 | 2 – 1 | 0 – 1 | 1 – 1 | 2 – 1 | 0 – 0 |
| RBC Roosendaal  | 0 – 2 | 1 – 0 | 0 – 3 | 4 – 1 | 4 – 0 | 1 – 1 | 0 – 2 | 2 – 1 | 1 – 3 | 0 – 1 | 2 – 2 | 2 – 1 | 3 – 0 | 1 – 2 |       | 0 – 3 | 0 – 3 | 2 – 2 | 2 – 2 | 0 – 0 |
| Telstar         | 1 – 2 | 1 – 2 | 1 – 4 | 1 – 3 | 1 – 2 | 4 – 1 | 1 – 2 | 3 – 1 | 0 – 1 | 0 – 2 | 2 – 2 | 1 – 4 | 2 – 1 | 1 – 2 | 1 – 1 |       | 1 – 1 | 2 – 2 | 1 – 1 | 2 – 3 |
| FC Oss          | 1 – 0 | 4 – 5 | 1 – 3 | 0 – 1 | 1 – 1 | 1 – 3 | 1 – 2 | 1 – 1 | 0 – 0 | 1 – 3 | 1 – 0 | 0 – 2 | 3 – 2 | 2 – 2 | 0 – 1 | 1 – 1 |       | 0 – 3 | 1 – 1 | 2 – 1 |
| BV Veendam      | 3 – 0 | 2 – 2 | 0 – 1 | 2 – 1 | 0 – 1 | 3 – 0 | 2 – 1 | 5 – 1 | 1 – 1 | 1 – 1 | X     | 0 – 0 | 1 – 0 | 0 – 1 | 1 – 1 | 1 – 1 | 4 – 1 |       | 4 – 0 | 2 – 1 |
| FC Volendam     | 0 – 1 | 2 – 2 | 1 – 1 | 3 – 3 | 0 – 2 | 6 – 0 | 1 – 0 | 0 – 0 | 2 – 6 | 0 – 1 | 5 – 0 | 1 – 2 | 2 – 2 | 3 – 0 | 3 – 3 | 6 – 2 | 1 – 0 | 4 – 3 |       | 0 – 3 |
| FC Zwolle       | 2 – 2 | 1 – 0 | 1 – 1 | 3 – 5 | 2 – 1 | 0 – 0 | 1 – 0 | 3 – 0 | 1 – 0 | 2 – 2 | X     | 3 – 1 | 2 – 1 | 2 – 0 | 6 – 1 | 1 – 0 | 0 – 0 | 1 – 2 | 4 – 2 |       |

## Ranglijst

### Eindstand
| pos | club              | gs | w  | g  | v  | pnt | PA | dv | dt | ds  |
| --- | ----------------- | -- | -- | -- | -- | --- | -- | -- | -- | --- |
| 1.  | De Graafschap     | 36 | 25 | 6  | 5  | 81  |    | 85 | 34 | 51  |
| 2.  | SC Cambuur +      | 36 | 21 | 8  | 7  | 71  |    | 78 | 48 | 30  |
| 3.  | Excelsior +       | 36 | 20 | 5  | 11 | 65  |    | 77 | 49 | 28  |
| 4.  | FC Zwolle         | 36 | 19 | 8  | 9  | 65  |    | 59 | 37 | 22  |
| 5.  | Go Ahead Eagles + | 36 | 18 | 9  | 9  | 63  |    | 53 | 33 | 20  |
| 6.  | AGOVV Apeldoorn   | 36 | 16 | 9  | 11 | 55  | -2 | 63 | 52 | 11  |
| 7.  | FC Den Bosch      | 36 | 14 | 12 | 10 | 54  |    | 66 | 54 | 12  |
| 8.  | Helmond Sport     | 36 | 16 | 6  | 14 | 54  |    | 63 | 53 | 10  |
| 9.  | BV Veendam        | 36 | 14 | 11 | 11 | 52  | -1 | 58 | 49 | 9   |
| 10. | MVV               | 36 | 14 | 7  | 15 | 49  |    | 59 | 67 | −8  |
| 11. | RBC Roosendaal    | 36 | 12 | 10 | 14 | 46  |    | 46 | 52 | −6  |
| 12. | FC Eindhoven +    | 36 | 13 | 7  | 16 | 46  |    | 63 | 81 | −18 |
| 13. | FC Dordrecht      | 36 | 13 | 4  | 19 | 43  |    | 54 | 59 | −5  |
| 14. | FC Omniworld      | 36 | 11 | 7  | 18 | 40  |    | 40 | 65 | −25 |
| 15. | FC Emmen          | 36 | 10 | 8  | 18 | 38  |    | 51 | 79 | −28 |
| 16. | FC Volendam       | 36 | 8  | 11 | 17 | 35  |    | 61 | 81 | −20 |
| 17. | Fortuna Sittard   | 36 | 7  | 9  | 20 | 30  |    | 31 | 57 | −26 |
| 18. | Telstar           | 36 | 7  | 8  | 21 | 29  |    | 45 | 66 | −21 |
| 19. | FC Oss            | 36 | 6  | 11 | 19 | 29  |    | 42 | 78 | −36 |
| --  | Haarlem           | 23 | 3  | 4  | 16 | 12  | -1 | 26 | 61 | −35 |

### Legenda
| Kleur | Kwalificatie voor                                                                             |
| ----- | --------------------------------------------------------------------------------------------- |
|       | Promotie naar de Eredivisie                                                                   |
|       | Play-offs voor promotie naar de Eredivisie, 2e ronde                                          |
|       | Play-offs voor promotie naar de Eredivisie, 1e ronde                                          |
|       | Degradatie naar de Topklasse                                                                  |
|       | Is tijdens het seizoen failliet verklaard. De wedstrijden worden als niet gespeeld beschouwd. |
| +     | Periode kampioen                                                                              |

## Play-offs
De vier periodekampioenen aangevuld met de vier hoogst gekwalificeerde clubs zonder periodetitel spelen met de nummers 16 en 17 van de Eredivisie in de play-offs om twee plaatsen in de Eredivisie.

## Statistieken

### Aantal goals per speelronde
| 35 |

| 32 |

| 26 |

| 33 |

| 37 |

| 31 |

| 39 |

| 36 |

| 31 |

| 29 |

| 21 |

| 33 |

| 39 |

| 34 |

| 28 |

| 27 |

| 21 |

| 29 |

| 27 |

| 29 |

| 33 |

| 23 |

| 31 |

| 26 |

| 26 |

| 21 |

| 22 |

| 34 |

| 32 |

| 35 |

| 22 |

| 33 |

| 23 |

| 26 |

| 25 |

| 26 |

| 31 |

| 37 |

### Topscorers
- In onderstaand overzicht zijn alleen de spelers opgenomen met vijftien of meer treffers achter hun naam.

| №  | Naam             | Club                  | Goals | Pen. | Duels | Gem. |
| -- | ---------------- | --------------------- | ----- | ---- | ----- | ---- |
| 1  | Michael de Leeuw | BV Veendam            | 25    | 6    | 36    | 0,69 |
| 2  | Johan Voskamp    | Helmond Sport         | 22    | 1    | 33    | 0,67 |
| 3  | Mark de Vries    | SC Cambuur            | 21    | 0    | 32    | 0,66 |
| 4  | Glynor Plet      | SC Telstar            | 21    | 0    | 36    | 0,58 |
| 5  | Fabio Caracciolo | FC Den Bosch          | 19    | 4    | 35    | 0,54 |
| 6  | Nacer Chadli     | AGOVV Apeldoorn       | 18    | 2    | 37    | 0,46 |
| 7  | Nassir Maachi    | SC Cambuur            | 16    | 0    | 33    | 0,48 |
| 8  | Hugo Bargas      | De Graafschap         | 16    | 0    | 35    | 0,46 |
| 9  | Jack Tuyp        | FC Volendam           | 16    | 0    | 38    | 0,42 |
| 10 | Guyon Fernandez  | SBV Excelsior         | 15    | 0    | 20    | 0,75 |
| 11 | Berry Powel      | De Graafschap         | 15    | 2    | 29    | 0,52 |
| 11 | Ruud ter Heide   | FC Emmen / SC Cambuur | 15    | 2    | 29    | 0,52 |
| 13 | Diangi Matusiwa  | FC Den Bosch          | 15    | 0    | 34    | 0,44 |
| 14 | Sjoerd Ars       | RBC Roosendaal        | 15    | 0    | 37    | 0,43 |

Eerste klasse

1955/56

Eerste divisie

1956/57 · 1957/58 · 1958/59 · 1959/60 · 1960/61 · 1961/62 · 1962/63 · 1963/64 · 1964/65 · 1965/66 · 1966/67 · 1967/68 · 1968/69 · 1969/70 · 1970/71 · 1971/72 · 1972/73 · 1973/74 · 1974/75 · 1975/76 · 1976/77 · 1977/78 · 1978/79 · 1979/80 · 1980/81 · 1981/82 · 1982/83 · 1983/84 · 1984/85 · 1985/86 · 1986/87 · 1987/88 · 1988/89 · 1989/90 · 1990/91 · 1991/92 · 1992/93 · 1993/94 · 1994/95 · 1995/96 · 1996/97 · 1997/98 · 1998/99 · 1999/00 · 2000/01 · 2001/02 · 2002/03 · 2003/04 · 2004/05 · 2005/06 · 2006/07 · 2007/08 · 2008/09 · 2009/10 · 2010/11 · 2011/12 · 2012/13 · 2013/14 · 2014/15 · 2015/16 · 2016/17 · 2017/18 · 2018/19 · 2019/20 · 2020/21 · 2021/22 · 2022/23 · 2023/24 · 2024/25

Eredivisie · Eerste divisie · Johan Cruijff Schaal · KNVB Beker · Play-offs
AGOVV Apeldoorn ·
SC Cambuur ·
De Graafschap ·
FC Den Bosch ·
FC Dordrecht ·
FC Eindhoven ·
FC Emmen ·
Excelsior ·
Go Ahead Eagles ·
Helmond Sport ·
Haarlem ·
MVV ·
RBC Roosendaal ·
Telstar ·
TOP Oss ·
FC Volendam ·
FC Zwolle